# 山田西町站
山田西町站（日语：／ Yamada-nishimachi eki */?）是一位於日本高知縣香美市土佐山田町榮町、隸屬於四國旅客鐵道（JR四國）的鐵路車站。車站編號為D38。
由於本站和香美市的中心站土佐山田站相距只是800米，步行距離只是10分鐘內，因此不少人都會步行往土佐山田站乘坐特急車前往高知市，令到這車站雖然和民居及工業區非常接近，但乘車人數卻不算太多。

## 車站構造
本站只有1面1線月台，為簡易車站設計，有效長度為4卡。不設置站舍，月台上設置了有上蓋的開放式候車亭，並在內裝設售票機。出入口則置於接近土佐山田的方向。候車亭內及外則放置了數張座椅。

### 月台配置
| 路線    | 方向     | 目的地                 |
| ------- | -------- | ---------------------- |
| ■土讚線 | （下行） | 高知、須崎方向         |
| ■土讚線 | （上行） | 土佐山田、阿波池田方向 |

現時只停靠普通列車，上、下午繁忙時段1小時2班；其他時段則每小時1班。上行大部份都以土佐山田為終點站；而下行亦多以高知站為止。另外，早上一班由高知開往土佐山田的快速普通列車會通過本站。

## 歷史
- 1952年1月27日：開業[1]。
- 1987年4月1日：日本國鐵分割民營化，車站的營運由JR四國繼承。

## 相鄰車站
四國旅客鐵道（JR四國）
■土讚線
土佐山田（D37）－山田西町（D38）－土佐長岡（D39）